# Tecnología en el Porfiriato

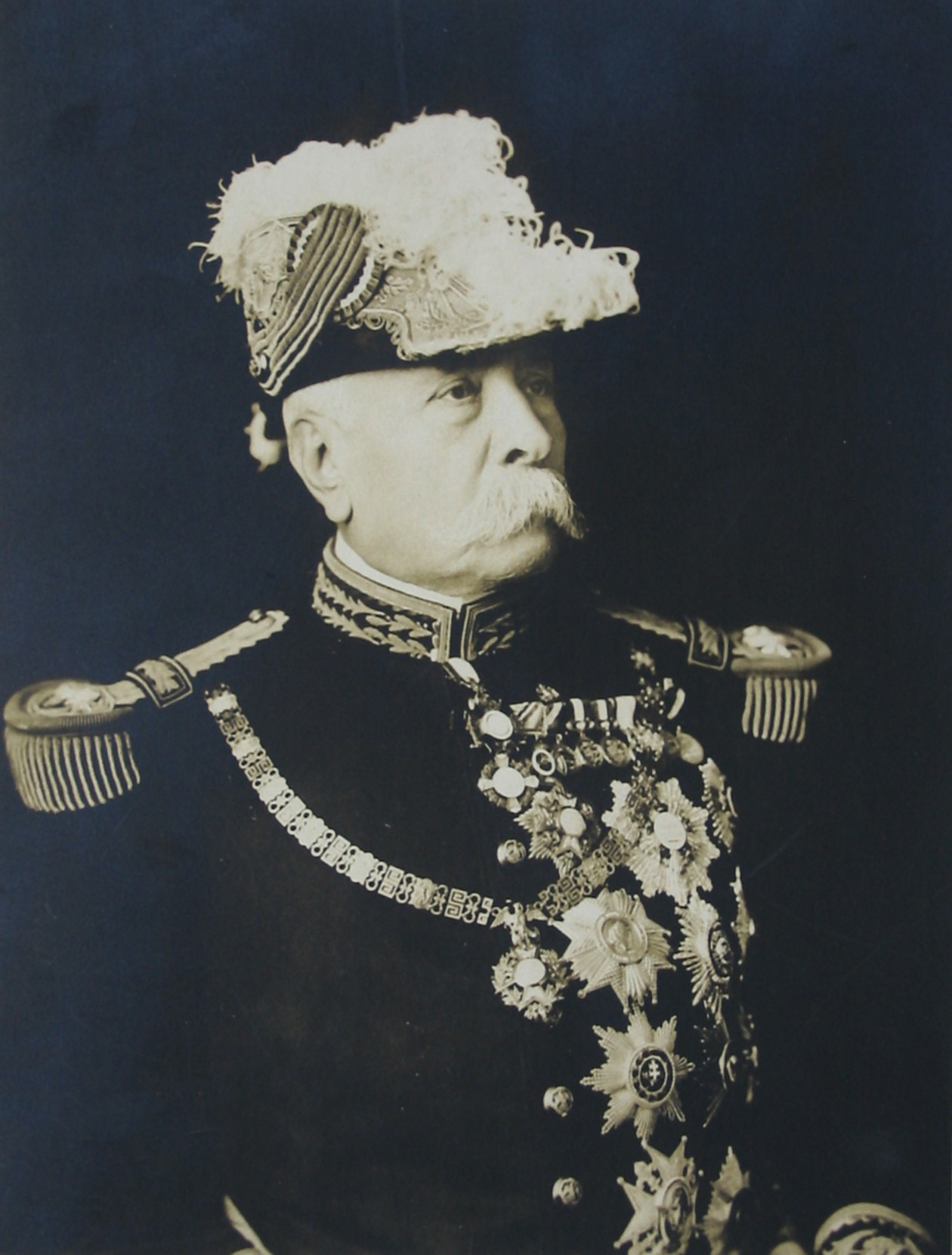
Porfirio Díaz

En el porfiriato los principales avances en materia de tecnología fueron:
- La extensión del sistema ferroviario en el porfiriato se introdujo la electricidad y los trenes que iban de la Ciudad de México a Veracruz, el mayor medio de transporte en México. Las rutas de ferrocarril recorrían el país, de la capital hacia la frontera norte y de Veracruz. En su mayoría fueron tendidos por extranjeros, en concesiones por determinado tiempo. Al principio, se concesionaron para ir cubriendo las deudas externas, pues el gobierno hizo un arreglo con ellos para que una parte de sus ganancias se considerara abono de la misma. Lo planeado era que una vez que se cumpliera el plazo, las instalaciones y el servicio pasaran a manos del gobierno. Para ello, el secretario de Hacienda, José Ives Limantour, creó Ferrocarriles Nacionales de México. Asimismo, con capitales locales, se hizo una red independiente en la península de Yucatán, en la parte de las haciendas henequeneras.

Y también en 1889 ya operaba la primera planta hidroeléctrica en chihuahua 
- La electricidad, gracias a la cual un creciente número de empresas pudo montar fábricas e industrias cuyo funcionamiento se mejoró debido a este avance o hubiera sido impensable su existencia, como sucedió con todas las empresas del valle de Orizaba.

- La industria petrolera, que se volvió importante hacia finales de la época, y que estuvo en manos de compañías extranjeras.

- El automóvil, cuyo primer modelo llegó a México entre 1896 y 1898

- La cámara fotográfica, que representó un medio para perpetuar escenas cotidianas y personajes de la época

- Vías ferroviarias, lo que ayudó a la integración y al fortalecimiento económico de diferentes zonas del país

- Los teléfonos, ellos se volvieron el contacto entre los comercios y las familias adineradas

## Biografía
- Esquivel, Gloria (1996). Historia de México.(2009)  Oxford: Harla.
- Guerra, Jean-Francois. (1991). MÉXICO: DEL ANTIGUO RÉGIMEN A LA REVOLUCIÓN. México, FCE, 2 tomos.
- Moreno, Salvador (1995). Historia de México. México: Ediciones Pedagógicas.
- HInojosa, Nidia (2000). Historia de México. México: Ediciones Fernández.

- Datos: Q6140117